# 曽我廼家文童
曾我廼家 文童（そがのや ぶんどう、1946年8月10日 - ）は、日本の俳優、声優。本名、脇田 高吉（わきた たかきち）。
和歌山県白浜町出身、株式会社ルート所属。

## 来歴・人物
- 師匠は茂林寺文福のペンネームで数々の脚本を手掛けた喜劇俳優曾我廼家十吾で、1962年に16歳で入門。
- 1974年に松竹新喜劇へ入団したが、同年に師である十吾が逝去。
- 1982年、『よーいドン』でヒロインの夫役を演じて世間に顔が知られる。
- 曾我廼家五郎八のコメディーリリーフを継承したり、準主役格でと数多くの主演を果たし、髙田次郎、小島慶四郎といった先輩俳優たちとともに藤山寛美を長年支えた。
- 渋谷天外とともに次代の松竹新喜劇の担い手として期待されていたが、1990年の寛美の逝去後の1991年から天外とともに中心的人物として劇団を引っ張り新生松竹新喜劇を立ち上げるも興行成績が思わしくなく、藤山直美と天外が座長格となり、近年は松竹新喜劇を離れて活動の場を広げ、数年に一度の直美の座長公演には欠かせない存在となっている。現在はテレビドラマや舞台などで活躍中である。
- 市井の人を得意とし、人の好い小市民、かと思えばしたたかな悪党といった両極端な人物を得意とする。
- 阪神タイガースのファンでもある。
- 趣味は将棋、読書。
- 自動車の運転免許は持っていない。
- 飛行機恐怖症である。

## 出演

### テレビドラマ
- 連続テレビ小説 (NHK)
  - よーいドン（1982年10月4日〜1983年4月2日） - 時田栄市
  - 都の風（1986年10月6日〜1987年4月4日）
  - 純ちゃんの応援歌（1988年10月3日〜1989年4月1日） - 寺内小平次
  - てるてる家族（2003年9月29日〜2004年3月27日） - 藤井文治
  - べっぴんさん（2016年10月3日～2017年4月1日 )- 井口忠一郎
  - おちょやん（2020年11月30日～2021年5月14日 )- 彦爺[1]
- 銀河テレビ小説（NHK）
  - 二度のお別れ（1985年） - 黒田刑事　※主役
- 暴れん坊将軍III 第69話（1989年、テレビ朝日)　- 小山田兵馬
- 風雲!真田幸村（1989年、テレビ東京） - 三好伊三入道
- 宮本武蔵（1990年、テレビ東京） - 灰屋紹由
- 岡っ引どぶ 第4話（1991年、フジテレビ） - 腰物奉行・赤松 役
- 新・半七捕物帳 第2話「湯屋の二階」 （1997年、NHK） - 江州屋番頭・治六
- 大江戸を駈ける! 第11話（2001年、TBS）
- 盤嶽の一生 第2話「絵図面の謎」（2002年、フジテレビ）- 月見屋満兵衛
- 探偵 左文字進 失踪」（2003年、TBS）
- 剣客商売 第4シリーズ 第10話（2003年、フジテレビ / 松竹） - 藤川の仙助
- 水戸黄門 （TBS）
  - 第32部 第2話（2003年） - 上州屋平作
  - 1000回記念スペシャル（2003年） - 徳兵衛
  - 第34部 第9話（2005年） - 三崎屋
  - 第35部 第3話（2005年） - 黒磯屋久右衛門
  - 第36部 第9話（2006年） - 赤城屋寅蔵
  - 第39部 第20話（2009年）- 黒磯屋源三
- 白い巨塔（2003-2004年、フジテレビ） - 岩田重吉
- トキオ 父への伝言（2004年、(NHK） - 荒川善次郎
- 「松本清張特別企画・渡された場面」（2005年、テレビ東京） - 国広警部補
- 芸者小春姐さん奮闘記1（2005年） - 緒方徹夫 役
- 赤い霊柩車シリーズ 灰色の容疑者（2006年、フジテレビ）
- 京都地検の女 第5シリーズ（2009年、テレビ朝日）
- 2夜連続 松本清張スペシャル 球形の荒野（2010年、フジテレビ） - 早川刑事
- さすらい署長 風間昭平 びわこ由美浜殺人事件（2012年、テレビ東京）　- 安永係長 役
- 狩矢警部シリーズ 京都香道殺人事件（ 2012年、TBS） - 浦川義雄 役
- 大岡越前 第3話（2013年、NHK BSプレミアム） - 進兵ヱ
- みなと署落とし物係 秘密捜査官 危険な二人（2017年） ‐ 名高博敏 役
- 伝七捕物帳2 第4回（2017年8月25日、NHK BSプレミアム）- 徳兵衛 役
- 歴史秘話ヒストリア「家康　大航海時代に出会う！ イギリスの侍 按針の大冒険」（ 2018年、NHK） -　徳川家康　役

### ラジオドラマ
- FMシアター「夫婦うどん」（2002年11月30日、NHK-FM、NHK大阪放送局制作）

### 映画
- 父（1988年）
- 忍たま乱太郎 夏休み宿題大作戦!の段 木耳持兼
- カラフル(2000年）

### 舞台
- ご存知!夢芝居一座
- 佐賀のがばいばあちゃん
- 佐渡島他吉の生涯
- 紫式部ものがたり
- 眉山
- 大阪ぎらい物語
- はなのお六
- 桂春団治
- わが歌ブギウギ
- 銀二貫
- 2019年2月2日ー23日新橋演舞場「華の太夫道中」に出演。新派初出演の藤原紀香と共演。
- さろん・ど・まろん〜波乃久里子を聴く宴[2]
- 華岡青洲の妻[3]

## 受賞歴
- 十三夜会奨励賞 (1980年)[注釈 1]
- 咲くやこの花賞（1984年度）
- 菊田一夫演劇賞（1996年度）